# Min tro - Hvem er jeg? - Islam
|  | Denne artikel er oprettet af botten Steenthbot ud fra en ekstern database. Den kan derfor have sproglige fejl eller mangler. Denne skabelon kan fjernes efter kontrol af indholdet. |

Min tro - Hvem er jeg? - Islam er en dansk dokumentarfilm fra 2018 instrueret af Cathrine Marchen Asmussen.

## Handling
Asmir er 10 år og muslim. Han bruger sin tro til at lære sig selv at kende, for hvem er han egentlig? Det gælder om at gøre gode ting, så meget ved han, men det er også ret fristende at være en lille bandit. Det får Asmir chancen for, da klassen skal spille Gummi-Tarzan, og Asmir får rollen som Orla, der driller Gummi-Tarzan. Det er svært, at huske alle replikkerne, og alle de ting han skal gøre i rollen, men det er endnu sværere at lære sig selv at kende. Det tager måske 100 år.